# Милбрук (Алабама)
Милбрук (енгл. Millbrook) град је у америчкој савезној држави Алабама. По попису становништва из 2010. у њему је живело 14.640 становника.

## Демографија
Према попису становништва из 2010. у граду је живело 14.640 становника, што је 4.254 (41,0%) становника више него 2000. године.
| Група             | 2000.         | 2010.          |
| Белци             | 8.222 (79,2%) | 10.653 (72,8%) |
| Афроамериканци    | 1.777 (17,1%) | 3.155 (21,6%)  |
| Азијати           | 59 (0,6%)     | 120 (0,8%)     |
| Хиспаноамериканци | 150 (1,4%)    | 410 (2,8%)     |
| Укупно            | 10.386        | 14.640         |